# Slaget vid Veseris
Slaget vid Veseris (slaget vid Vesuvius) år 340 f.Kr. var del av det latinska kriget. Den romerska sidan leddes av  Publius Decius Mus den äldre och Titus Manlius Imperiosus Torquatus. Publius Decius Mus dödades i slaget som resulterade i en överlägsen romersk seger. Slaget finns beskrivet av Titus Livius.